# Кољиво
Кољиво или панахија (од грч. παναγία), кувана пшеница — бјелија, заслађена и с додацима ароматичних зачина. Служи се и у склопу српског народног обичаја приликом слава, сахрана и даћа — помена покојника. За умрлу дјецу кува се пиринач.

## Вук Караџић о кољиву
Вук Стефановић Караџић кољиво помиње и као послужење за славу.

## Поријекло обичаја
Овај народни обичај је настао у паганству много прије настанка хришћанства. Употреба кољива одржала се преко цркве, према грчком култу мртвих. Хришћанство га је прихватило и канонизовало.

## Народни обичај
Кољиво се спрема на дан сахране покојника и за вријеме обиљежавања године дана од његове смрти, даће. Понегде, само изузетно, спрема се за прославу крсног имена — слава.
Кољиво не кувају жене које имају сву живу дјецу. У градовима се кувана пшеница згњечи и замијеси као тијесто. Прелива се унакрсно вином, а у средини се забоде запаљена свијећа. Окуша се прије јела и пића која се служе у даћама. Од ње се мало остави и за покојников гроб.